# Јоаким и Ана
Свети Јоаким и Ана су, према хришћанској и исламској традицији, били родитељи Богородице, односно Исусови баба и деда. Име Маријине мајке се не помиње нигде у канонским јеванђељима нити Курану.
Према предању, Свети Јоаким је био потомак цара Давида, а Ана — првосвештеника Арона. Ана је била најмлађа Матанова кћи и, када је одрасла, удала се за Јоакима у Назарету. Живели су побожно и често су одлазили у јерусалимски храм на молитву.
У браку су живели педесет година. По тадашњем схватању и веровању, они који нису имали децу били су велики грешници, па им је Бог због тога ускратио децу. Тако и други који су имали децу, сматрали су Јоакима и Ану недостојнима. Ипак, они нису губили наду и веру у Бога. Даноноћно су се молили да их Бог обрадује и да на њима учини чудо као некада на Авраму и Сари, Захарију и Јелисавети и да им подари једно дете за утеху у старости. После одређеног времена, Ана је родила кћерку и дала јој име Марија. Њихова кћер је касније родила Христа, те су на тај начин они постали богооци, тј. богопрародитељи.
Јоаким је живео 80, а Ана — 79 година.
Према календару Српске православне цркве, Свети праведници Јоаким и Ана се славе 22. септембра.
Манастир Јања им је посвећен.